# Poems

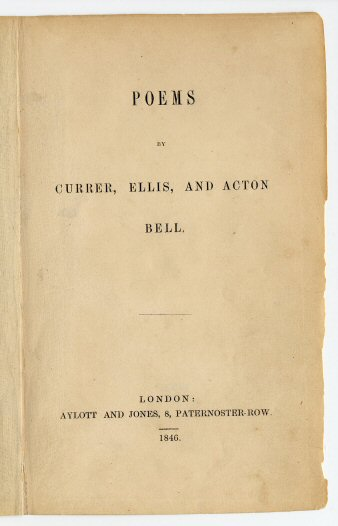
Umschlag der Erstausgabe

Poems hieß der erste Gedichtband der Geschwister Brontë. Er erschien im Mai 1846 unter den Pseudonymen Currer, Ellis und Acton Bell.

## Inhalt
Der Band enthält in der Erstauflage insgesamt 61 Gedichte, von denen je 21 von Anne Brontë (Acton Bell) und Emily Brontë (Ellis Bell) verfasst wurden; Charlotte Brontë (Currer Bell) trug 19 Gedichte zur Sammlung bei.

## Editionsgeschichte
Die Erstauflage des Gedichtbands wurde 1846 bei Aylott and Jones in London im Auftrag der Geschwister Brontë gedruckt, die für die Veröffentlichung 38 £ 10 s zahlten. Von den 1000 Exemplaren der Erstauflage wurden im Jahr nach der Drucklegung lediglich zwei Bände verkauft.
Bis zur Jahresmitte 1848 verließen insgesamt 39 Exemplare dieser Ausgabe den Verlag, ein wesentlicher Anteil davon als Geschenke. Dann übernahm das Verlagshaus Smith, Elder & Company die restlichen 961 Exemplare, in der Hoffnung, der Erfolg des 1847 erschienenen Romans Jane Eyre von Charlotte Brontë würde die Nachfrage nach dem Gedichtband steigern. Die Bücher erhielten neue Einbände, verkauften sich aber weiterhin schleppend; durchschnittlich wurden etwa 50 Exemplare pro Jahr abgesetzt. Erst nach der Veröffentlichung der Biografie The Life of Charlotte Brontë von Elizabeth Gaskell im Jahr 1857 stieg die Nachfrage, sodass die Erstauflage 1860 ausverkauft war.

## Aufschlüsselung der Pseudonyme
Die Pseudonyme sind einfach zu entschlüsseln: Die Anfangsbuchstaben der Vornamen der Schwestern entsprechen den Anfangsbuchstaben ihrer Pseudonyme. Charlotte Brontë entspricht also Currer Bell, Anne Brontë ist Acton Bell und Emily Brontë Ellis Bell.

## Einzelbelege
1. ↑  Stadtbibliothek Auckland: The Bronte sisters. Poems by Currer, Ellis and Acton Bell. (Seite nicht mehr abrufbar. Suche in Webarchiven).
2. ↑  Antiquarian Booksellers’ Association of America: Bronte Sisters POEMS. (Seite nicht mehr abrufbar. Suche in Webarchiven)